# 金光菊属
金光菊属（学名：Rudbeckia）是菊科下的一个属，为一年生或多年生草本植物。该属共有约30种，分布于北美。